# Hostafrancs (Lérida)
Hostafrancs es una entidad de población española del municipio de Els Plans de Sió, perteneciente a la provincia de Lérida, en la comunidad autónoma de Cataluña.

## Toponimia
El lugar puede aparecer referido con las grafías «Hostafrancs», «Ostrafranchs» y «Hostafranchs».

## Historia
Hacia mediados del siglo XIX, el lugar, por entonces perteneciente al ayuntamiento de Arañó, tenía contabilizada una población de 66 habitantes. Aparece descrito en el duodécimo volumen del Diccionario geográfico-estadístico-histórico de España y sus posesiones de Ultramar de Pascual Madoz con las siguientes palabras:

OSTAFRANCHS ú HOSTAFRANCHS: l. que forma parte del distrito municipal de Arañó en la prov. de Lérida (9 leg.), part. jud. de Cervera (1 1/6), aud. terr. y c. g. de Barcelona (15 1/3), dióc. de Seo de Urgel (17). sit. en un llano muy despejado desde donde se ven algunos pueblos de la ribera del Sío; con clima sano y templado combatido por los vientos del S. y O. Se compone de 29 casas, circuidas de una muy antigua muralla, en la que hay una puerta, única que da entrada á la pobl.; corriendo por el centro de ella una acequia de riego cuyas aguas se toman de las del riach. Sio que pasa al pie del pueblo: hay tambien igl. parr. bajo la advocacion de San Bartolomé, cuyo curato es de segundo ascenso y lo sirve un cura párroco de nombramiento del diocesano ó S. M.: dependen de esta igl. los dos anejos de Arañó y Mollé; fuera del pueblo y á muy poca dist. está el cementerio, y á 150 pasos por la parte de N. hay una fuente de agua potable. El térm. confina por el N. con el de Concabella; E. Rive; S. Arañó, y O. Mollé; encontrándose dentro de él, sobre una pequeña eminencia, á 1/2 cuarto de hora N. del pueblo; una ermita (San Bartolomé): por todo este térm. hay plantados diferentes árboles frutales, olivos y viñedo. El terreno participa de buena y mediana calidad, siendo casi todo él de regadio con las aguas del espresado Sio. caminos: dirigen á los pueblecitos inmediatos, de herradura y en muy buen estado, y el que conduce á Cervera es transitable para carros: la correspondencia se recibe del mismo pueblo por un encargado que pasa dos veces á la semana. prod.: trigo, centeno, cebada, vino, aceite, cáñamo, legumbres, patatas, hortalizas y frutas de varias clases; cria ganado vacuno, algunos pares de mulas para la labranza y dos rebaños de obejas y pocas cabras, que es el único ramo de comercio á que se dedica uno de sus vec., ademas de la esportacion de las prod. sobrantes al mercado de Cervera. ind.: un molino harinero. pobl.: 16 vec., 66 alm. riqueza imp.: 48,008 rs. contr.: el 14'48 por 100 de esta riqueza.
(Madoz, 1849, p. 398)

En la actualidad, pertenece al municipio de Els Plans de Sió. En 2022, la entidad singular de población tenía empadronados 108 habitantes y el núcleo de población, los mismos.